# A Day at the Races Tour
A Day at the Races Tour (alternativně také World Tour '77, Summer Tour 1977 nebo Jubilee Tour) bylo koncertní turné britské rockové skupiny Queen z roku 1977, ke studiovému albu A Day at the Races, které bylo vydané v roce 1976.

## Pozadí
Na tomto turné mělo živý debut mnoho písní z alba A Day at the Races, mezi nimi například „Somebody to Love“. Písně „Brighton Rock“ a „Bohemian Rhapsody“ byly poprvé hrány celé. Z obou dvou koncertů v londýnském Earls Court byl pořízen oficiální videozáznam.
„Když s námi lidé začali zpívat, zjistili jsme, že je to trochu otravné…“ vzpomínal Brian May. „Pak ale došlo k obrovskému průlomu při koncertu v Bingley Hall v Anglii. Zpívali každou notu každé písně. Freddie a já jsme se na sebe podívali a řekli: ‚Něco se tady děje. Bojovali jsme s tím, ale měli bychom si toho vážit.’ Právě na základě tohoto vznikly písně „We Will Rock You“ a „We Are the Champions“. Byl to obrovský okamžik.“
Předkapelou pro většinu koncertů v Severní Americe byla skupina Thin Lizzy. Velký úspěch zaznamenal koncert v Madison Square Garden v New Yorku, kde se během několika okamžiků od zahájení prodeje vyprodaly všechny vstupenky.

## Členové kapely
- Freddie Mercury – hlavní zpěv, klavír, tamburína.
- Brian May – elektrická a akustická kytara, doprovodné vokály, banjo
- Roger Taylor – bicí, doprovodné vokály.
- John Deacon – basová kytara, doprovodné vokály, triangl.

## Předkapely
- Thin Lizzy (Severní Amerika, vybrané koncerty)
- Cheap Trick (Milwaukee, Madison)
- Head East (Columbus, Indianapolis)
- The Outlaws (Columbus)

## Setlist
Setlisty pro jednotlivé koncerty se mírně lišily. Zde je uveden příklad setlistu z koncertu v Calgary v Kanadě.
1. intro/předehra
2. „Tie Your Mother Down“
3. „Ogre Battle“
4. „White Queen (As It Began)“
5. „Somebody to Love“
6. „Killer Queen“
7. „The Millionaire Waltz“
8. „You're My Best Friend“
9. „Bring Back That Leroy Brown“
10. „Brighton Rock“
11. „’39“
12. „You Take My Breath Away“
13. „White Man“
14. „The Prophet's Song“
15. „Bohemian Rhapsody“
16. „Stone Cold Crazy“
17. „Keep Yourself Alive“
18. „Liar“
19. „In The Lap Of The Gods… Revisited“
Přídavek
20. „Now I'm Here“
Přídavek
21. „Big Spender“
22. „Jailhouse Rock“
23. „God Save The Queen“

## Seznam koncertů
| Datum           | Město                 | Stát               | Místo                                   |
| Severní Amerika | Severní Amerika       | Severní Amerika    | Severní Amerika                         |
| --------------- | --------------------- | ------------------ | --------------------------------------- |
| 13. ledna 1977  | Milwaukee             | USA                | Milwaukee Auditorium                    |
| 14. ledna 1977  | Madison               | USA                | Dane County Memorial Coliseum           |
| 15. ledna 1977  | Columbus              | USA                | St. John Arena                          |
| 16. ledna 1977  | Indianapolis          | USA                | Indiana Convention Exposition Center    |
| 18. ledna 1977  | Detroit               | USA                | Cobo Arena                              |
| 20. ledna 1977  | Saginaw               | USA                | Saginaw Civic Center                    |
| 21. ledna 1977  | Louisville            | USA                | Louisville Gardens                      |
| 22. ledna 1977  | Kalamazoo             | USA                | Wings Stadium                           |
| 23. ledna 1977  | Richfield Township    | USA                | Richfield Coliseum                      |
| 25. ledna 1977  | Ottawa                | Kanada             | Ottawa Civic Centre                     |
| 26. ledna 1977  | Montreal              | Kanada             | Montreal Forum                          |
| 28. ledna 1977  | Chicago               | USA                | Chicago Stadium                         |
| 30. ledna 1977  | Toledo                | USA                | Toledo Sports Arena                     |
| 1. února 1977   | Toronto               | Kanada             | Maple Leaf Gardens                      |
| 3. února 1977   | Springfield           | USA                | Springfield Civic Center                |
| 4. února 1977   | College Park          | USA                | Cole Field House                        |
| 5. února 1977   | New York              | USA                | Madison Square Garden                   |
| 6. února 1977   | Uniondale             | USA                | Nassau Veterans Memorial Coliseum       |
| 8. února 1977   | Syracuse              | USA                | Onondaga County War Memorial Auditorium |
| 9. února 1977   | Boston                | USA                | Boston Garden                           |
| 10. února 1977  | Providence            | USA                | Providence Civic Center                 |
| 11. února 1977  | Filadelfie            | USA                | Philadelphia Civic Center               |
| 19. února 1977  | Pembroke Pines        | USA                | Hollywood Sportatorium                  |
| 20. února 1977  | Lakeland              | USA                | Lakeland Civic Center                   |
| 21. února 1977  | Atlanta               | USA                | Omni Coliseum                           |
| 22. února 1977  | Birmingham            | USA                | Boutwell Memorial Auditorium            |
| 23. února 1977  | St. Louis             | USA                | Kiel Auditorium                         |
| 25. února 1977  | Dallas                | USA                | Moody Coliseum                          |
| 26. února 1977  | Houston               | USA                | Sam Houston Coliseum                    |
| 1. března 1977  | Phoenix               | USA                | Arizona Veterans Memorial Coliseum      |
| 2. března 1977  | Inglewood             | USA                | The Forum                               |
| 3. března 1977  | Inglewood             | USA                | The Forum                               |
| 5. března 1977  | San Diego             | USA                | San Diego Sports Arena                  |
| 6. března 1977  | San Francisco         | USA                | Winterland Ballroom                     |
| 11. března 1977 | Vancouver             | Kanada             | Pacific Coliseum                        |
| 12. března 1977 | Portland              | USA                | Paramount Theatre                       |
| 13. března 1977 | Seattle               | USA                | Seattle Center Arena                    |
| 16. března 1977 | Calgary               | Kanada             | Southern Alberta Jubilee Auditorium     |
| 17. března 1977 | Calgary               | Kanada             | Southern Alberta Jubilee Auditorium     |
| 18. března 1977 | Edmonton              | Kanada             | Northlands Coliseum                     |
| Evropa          |                       |                    |                                         |
| 8. května 1977  | Stockholm             | Švédsko            | Johanneshovs Isstadion                  |
| 10. května 1977 | Göteborg              | Švédsko            | Scandinavium                            |
| 12. května 1977 | Brøndby               | Dánsko             | Brøndbyhallen                           |
| 13. května 1977 | Hamburk               | Západní Německo    | CCH Saal 1                              |
| 14. května 1977 | Frankfurt nad Mohanem | Západní Německo    | Festhalle                               |
| 16. května 1977 | Düsseldorf            | Západní Německo    | Philipshalle                            |
| 17. května 1977 | Rotterdam             | Nizozemsko         | Rotterdam Ahoy Sportpaleis              |
| 19. května 1977 | Münchenstein          | Švýcarsko          | St. Jakobshalle                         |
| 23. května 1977 | Bristol               | Spojené království | Bristol Hippodrome                      |
| 24. května 1977 | Bristol               | Spojené království | Bristol Hippodrome                      |
| 26. května 1977 | Southampton           | Spojené království | Gaumont Theatre                         |
| 27. května 1977 | Southampton           | Spojené království | Gaumont Theatre                         |
| 29. května 1977 | Stafford              | Spojené království | Bingley Hall                            |
| 30. května 1977 | Glasgow               | Skotsko            | The Apollo                              |
| 31. května 1977 | Glasgow               | Skotsko            | The Apollo                              |
| 2. června 1977  | Liverpool             | Spojené království | Liverpool Empire Theatre                |
| 3. června 1977  | Liverpool             | Spojené království | Liverpool Empire Theatre                |
| 6. června 1977  | Londýn                | Spojené království | Earls Court                             |
| 7. června 1977  | Londýn                | Spojené království | Earls Court                             |

### Zrušené a přesunuté koncerty
| 29. ledna 1977  | Trotwood, Ohio                         | Hara Arena                     | Zrušeno                     |
| 5. března 1977  | San Francisco, Kalifornie              | Winterland Ballroom            | Přesunuto na 6. března 1977 |
| 8. března 1977  | Sacramento, Kalifornie                 | Sacramento Memorial Auditorium | Zrušeno                     |
| 9. března 1977  | Fresno, Kalifornie                     | Selland Arena                  | Zrušeno                     |
| 14. května 1977 | Frankfurt nad Mohanem, Západní Německo | Jahrhunderthalle               | Přesunuto do Festhalle      |
| 5. června 1977  | Londýn, Spojené království             | Earls Court                    | Přesunuto na 6. června 1977 |